# 中国国民党福建省党部
中国国民党福建省党部是中国国民党在福建省的省级组织。

## 历史
| 1923      | 联俄容共                 |
| 1924      | 第一次全国代表大会       |
| 1925      | 召开福建省第一次代表大会 |
| 1925      | 成立福建省党部           |
| 1926      | 北伐军占领福州           |
| 1927      | 清党                     |
| 1928      | 整理党务                 |
| 1929–1932 |                          |
| 1933      | 闽变                     |
| 1934–1937 |                          |
| 1938      | 日军占领福州             |
| 1939–1944 |                          |
| 1945      | 日本投降                 |
| 1946      |                          |
| 1947      | 与三青团合并             |
| 1948      |                          |
| 1949      | 解放军占领福州           |

1924年4月，中央党部派许卓然和江董琴二人至厦门筹备党组织。1925年6月8日，党员大会在厦门召开，福建省临时执行委员会成立。1926年12月4日，中央代电取消福建省临时执行委员会，另派丁超五筹备福建省党部。12月22日，福建省党部筹备处成立。之后，中央又数次派人。1928年3月24日，福建省党部筹备处办理结束。同年10月22日福建省党务指导委员会成立，历经三届委员会。1934年3月21日，福建省代表大会筹备专员办事处成立。多年来，受清党、整顿党务、一六事变、福建事变影响，直至1936年3月，福建省党部方正式成立。
抗日战争时期，福建省党部组织机构及党员人数迅速增加。
1949年8月17日，中国人民解放军占领福州。